# Siberut
Siberut es la más grande y más septentrional de las islas Mentawai, a 150 kilómetros al oeste de Sumatra en el océano Índico. Forma parte de Indonesia, siendo el lugar más habitado de las Mentawai. La mitad occidental de la isla fue separada como el Parque nacional Siberut en 1993. Gran parte de la isla está cubierta de selva tropical, pero está sujeta a la explotación forestal comercial.
Pequeñas islas adyacentes a Siberut incluyen Karamajet y Masokut que se encuentran en el estrecho Bungalaut en el sur de la isla.
La isla es conocida por su variedad de primates, incluido el Gibbon Kloss (Hylobates klossii), el langur de cola de cerdo (Simias concolor), el langur de Mentawai (Presbytis potenziani) y el Macaco de Siberut (Macaca siberu).
Siberut se vio afectada por el tsunami y terremoto del Océano Índico de 2004, pero sin pérdidas conocidas de vidas humanas. Un informe dice que la isla pudo haber sido elevada dos metros después del terremoto.
Tiene un clima tropical cálido y húmedo de bosque tropical, con una precipitación anual de 4.000 mm. Las temperaturas oscilan entre 22 y 31 °C y tiene un promedio de humedad de entre 81 y 85%. La costa este tiene muchos islotes, bahías y arrecifes de coral, y está cubierta de bosque de manglar que se extiende hasta 2 km de ancho antes de dar paso al bosque nipah. La costa oeste, principalmente tiene características de bosques del tipo Barringtonia y es de difícil acceso debido a la fuerza del mar y los acantilados escarpados. El interior montañoso se eleva a 384 metros, con muchos arroyos que forman ríos en las tierras bajas con bosque de sagú y de pantano. También hay áreas de bosque primario dipterocarpáceos.